# Sông Jasień
Jasień là một dòng sông chảy qua thành phố Łódź của Ba Lan. Dòng suối của nó nằm ở phía đông của thành phố, dưới đường Lawinowa, trên độ cao 250 mét so với mực nước biển. Sau đó, dòng sông chảy qua trung tâm thành phố và trở thành nhánh của sông Ner trên độ cao 173 mét so với mực nước biển. Tất cả lưu vực của Jasień nằm trong khu vực Łódź. Con sông dài 12,6 km.

## Lịch sử
Mặc dù lòng sông hẹp, dòng chảy của Jasień có tốc độ vừa phải do độ dốc lớn của khu vực. Với biên độ chiều cao ban đầu và cuối cùng của lòng sông là 77 mét, Jasień được coi là một nơi vận dụng cơ học tuyệt vời cho máy móc. Vào cuối thế kỷ 15, trên đoạn từ đường Niciarniana đến đường Piotrkowska, dòng sông đã cung cấp bốn cối xay nước.
Vào nửa đầu thế kỷ 19, Jasień đã đóng một vai trò to lớn trong công nghiệp hóa Łódź. Tytus Kopisch - một doanh nhân người Đức đã biến bốn nhà máy nước thành máy ép giặt, nhà máy tẩy trắng và nhà máy đầy đủ cho phép ông bắt đầu xây dựng nhà máy dệt của riêng mình. Nước mềm của Jasień được biết đến và có giá trị như một vật liệu công nghiệp và vào cuối những năm 1820, bờ sông của Jasień là một khu vực xây dựng với nhà máy sản xuất vải bông của AW Potempa, nhà nhuộm của JT Lange và xưởng dệt bông của Ludwik Geyer. Geyer sớm trở thành một trong những doanh nhân giàu nhất của thành phố và mua hết tất cả những nơi đó. Năm 1842, Traugott Grohmann có nhà máy nằm trên đường Targowa và sử dụng nguồn nước của Jasień cho máy móc hơi nước của mình. Năm 1853, Karl Scheibler đến Łódź và nhận được từ đất đai từ chính quyền địa phương quanh Công viên ródliska ngày nay. Sau một thời gian ngắn, ông đã gom nhiều công ty nhỏ hơn vào đế chế vải của mình và trở thành một trong những doanh nhân quyền lực nhất của thế kỷ 19 Ba Lan.

## Công viên và ao hồ
Vùng lân cận ẩm ướt của Jasień ủng hộ việc tạo ra các công viên và hồ chứa nước ở Łódź. Những ngày này, dòng sông chảy qua Công viên źródliska, Công viên nad Jasieniem, Công viên widzewski và Công viên Wladyslaw Reymont và tạo ra những cái ao ở mỗi nơi trừ những chỗ đầu tiên.

## Phụ lưu
Jasień có hai nhánh chính:
- Karolewka
- Olechówka

Bên cạnh đó, Jasień có nhiều con lạch không tên, dưới nước như những nhánh sông.